# جاكوب بيدن
جاكوب بيدن (بالدنماركية: Jacob Baden)‏ هو لغوي دنماركي، ولد في 4 مايو 1735 في Vordingborg ‏ في الدنمارك، وتوفي في 5 يوليو 1804 في كوبنهاغن في الدنمارك.